# Dasypodia selenophora
Dasypodia selenophora är en fjärilsart som beskrevs av Achille Guenée 1852. Dasypodia selenophora ingår i släktet Dasypodia och familjen nattflyn. Inga underarter finns listade i Catalogue of Life.

## Bildgalleri

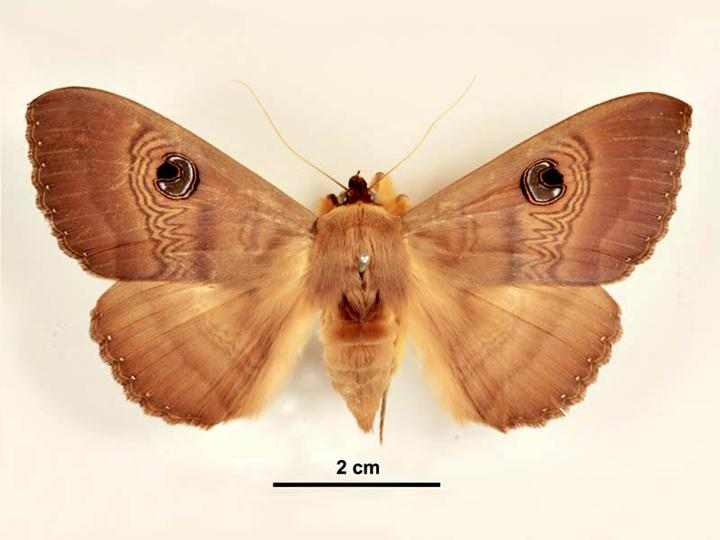
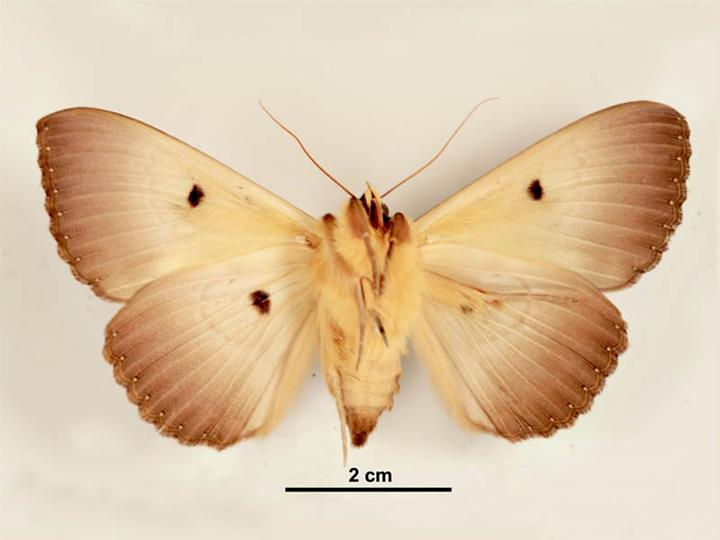
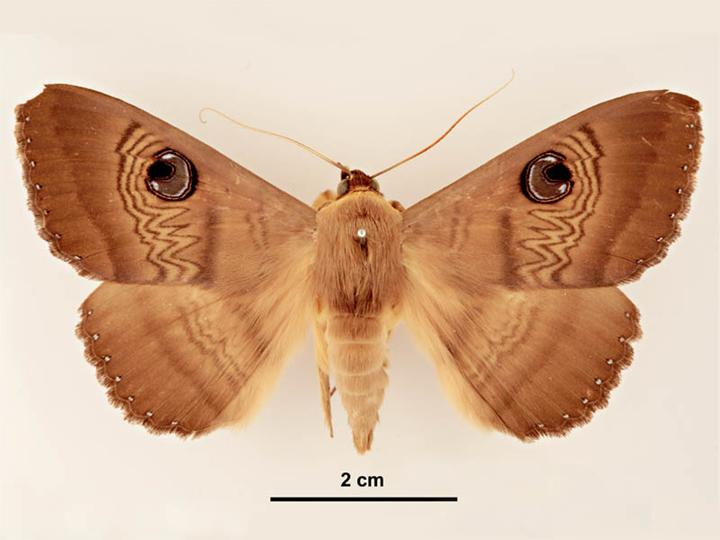
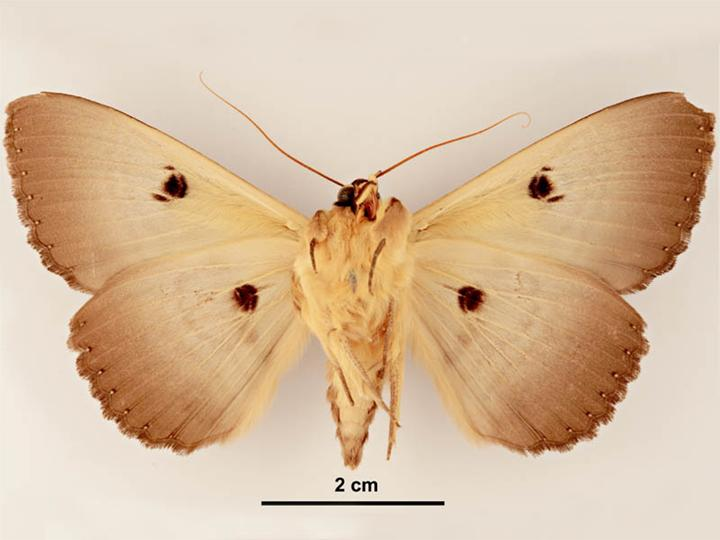